# Hidden Palms
Hidden Palms är en kortlivad amerikansk TV-serie, som sändes mellan 30 maj - 4 juli 2007 på The CW.
Serien utspelar sig i Palm Springs, Kalifornien, men är inspelad i Avondale, Arizona. Hidden Palms är skapad av produktionsbolaget Lionsgate Television, de började att spela in serien i slutet av 2006 med arbetsnamnet Palm Springs. Men det första avsnittet läckte ut på nätet ett år innan den planerade premiären, så man bytte namn på serien.
Serien handlar om tonåringen Johnny som flyttar till Palm Springs för att börja om på nytt, efter att hans pappa har begått självmord framför Johnnys ögon. Där träffar Johnny en kille som heter Cliff som berättar att Eddie, som bodde i huset före Johnny, begick självmord. Men när Johnny får lustiga meddelanden från någon som låtsas vara Eddie börjar han fråga ut personerna i Palm Springs. Och det leder till att Johnny börjar misstänka ett mord.

## Rollista
- Taylor Handley - Johnny Miller
- Michael Cassidy - Cliff Wiatt
- Amber Heard - Greta Matthews
- Leslie Jordan - Jesse Jo
- Sharon Lawrence - Tess Wiatt
- D. W. Moffett - Bob Hardy
- Gail O'Grady - Karen Hardy
- Ellary Porterfield - Liza Witter
- Cheryl White - Helen Witter
- Tessa Thompson - Nikki Barnes
- J. D. Pardo - Edward "Eddie" Nolan